# Ierusalimul ceresc

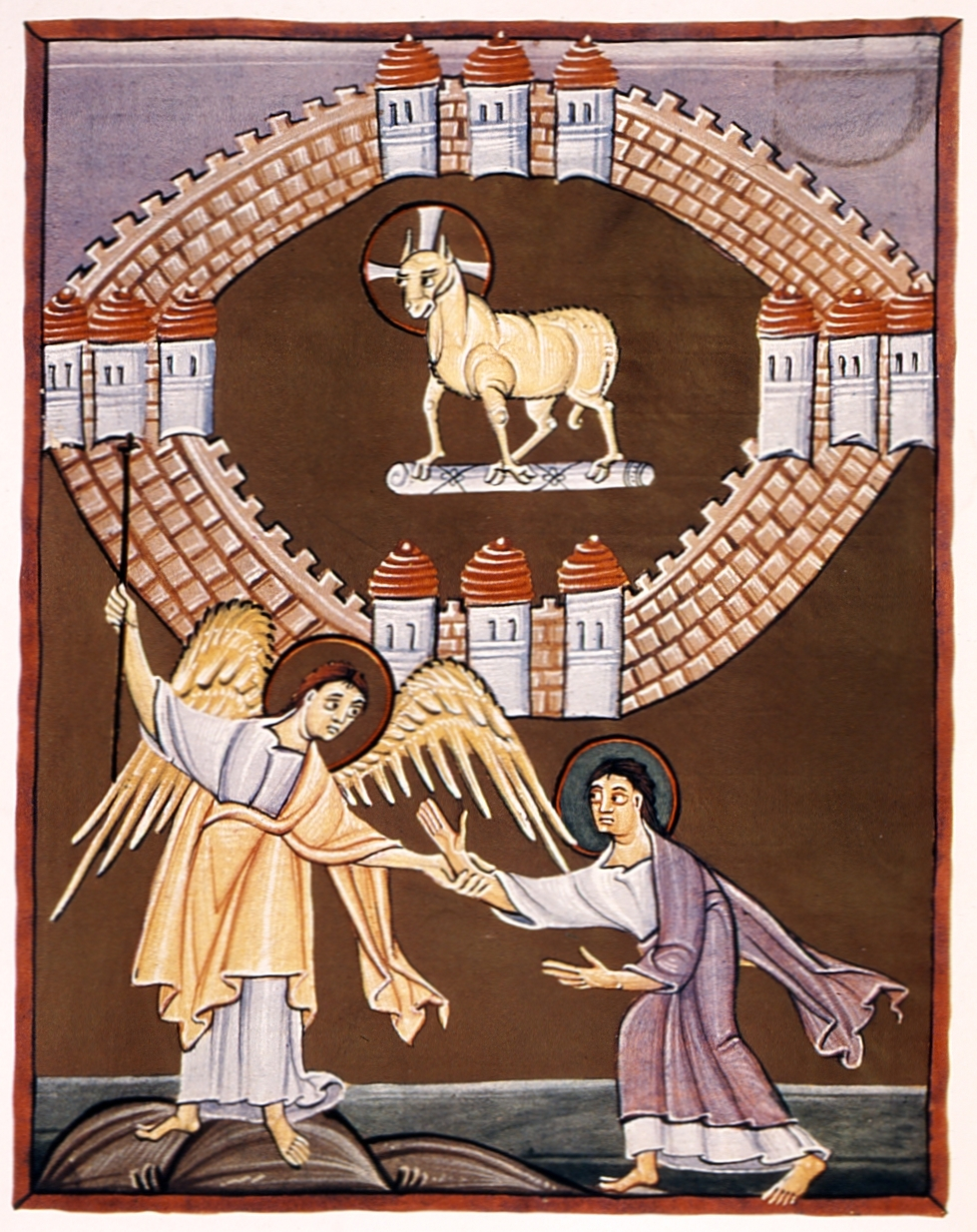
Folio 55r din Apocalipsa din Bamberg, reprezintă îngerul ce îi dezvăluie lui Ioan Evanghelistul Noul Ierusalim, cu Mielul lui Dumnezeu în centrul său.

Ierusalimul ceresc sau Noul Ierusalim apare în cap. 3, vers. 12 și pe larg în cap. 21 și 22 din Apocalipsa lui Ioan, cartea care încheie Biblia creștină. Ca un răspuns la Turnul Babel, construit de oameni pentru a se ridica la cer în cartea Genezei (prima carte a Bibliei), Dumnezeu construiește el însuși Ierusalimul ceresc, un oraș pe care îl coboară din cer pe pământ (Apocalipsa, cap. 21, versetele 2, 9 și 10). Această cetate nu-i risipește pe oameni, ci îi adună (21,24). Părinții Bisericii, în special Aurelius Augustinus în De civitate Dei, a interpretat Ierusalimul ceresc, care coboară din cer pe pământ, drept orașul sfinților și - prin extrapolare - întreaga Biserică.

## Dimensiuni

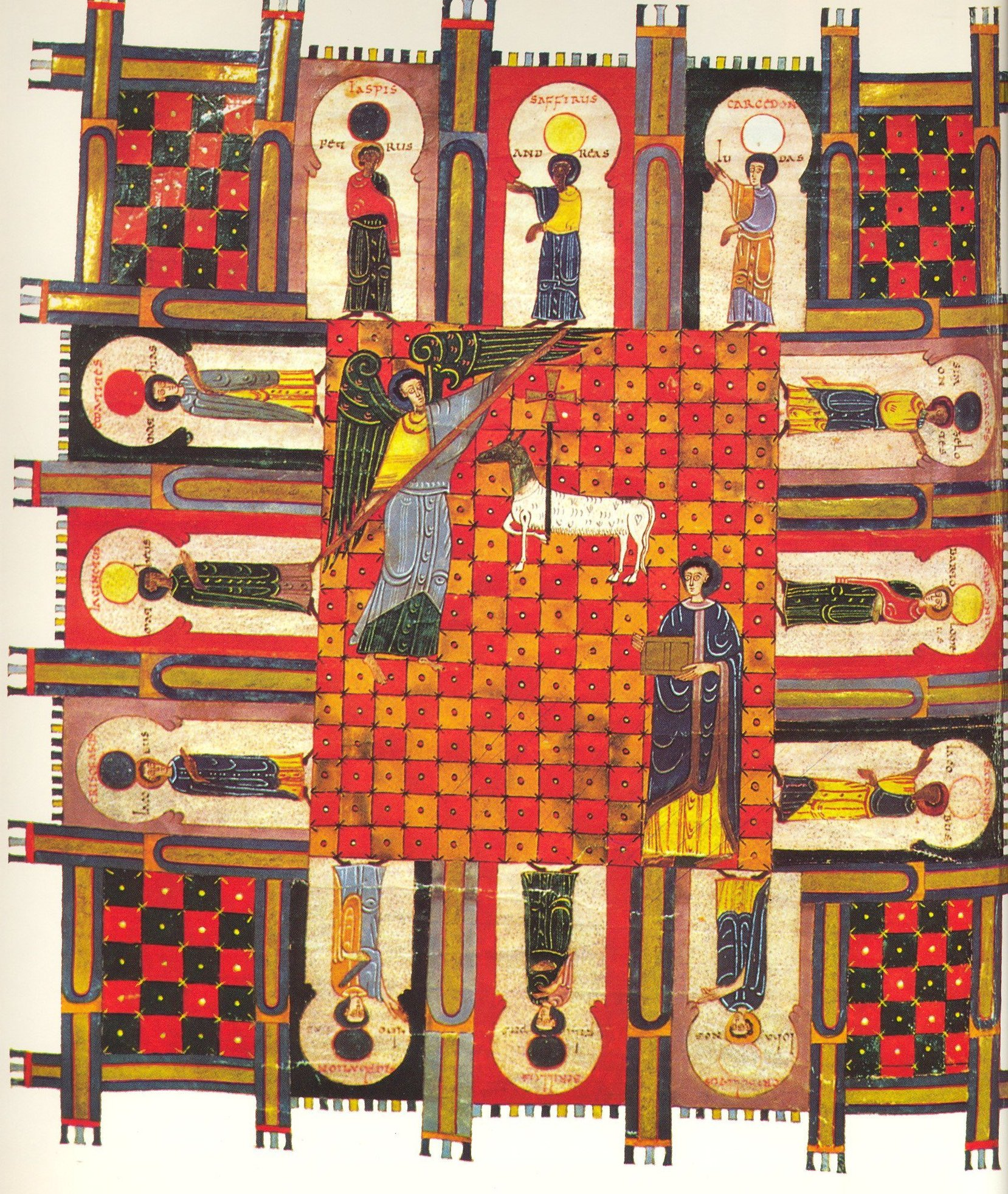
Comentariul lui Beatus de Liébana la Apocalipsa după Ioan: Îngerul măsoară Ierusalimul ceresc cu o trestie. În centru se află Mielul lui Dumnezeu (Madrid, Biblioteca Nacional, Ms Vit.14.2, f°253v, 1047).

Ierusalimul ceresc este descris ca întindere în cap. 21, versetele 16-17 respectiv 21.  Cetatea constituie un pătrat, cu lungimea la fel ca și lățimea: „Și [îngerul] a măsurat cetatea cu trestia: douăsprezece mii de stadii.” Axa centrală a orașului corespunde urbanismului elenistic.
O stadiu măsura 185 m, așadar lungimea, lățimea și diametrul orașului ar fi de aproximativ 2.400 km, ceea ce corespundea întinderii lumii civilizate din jurul Mării Mediterane de atunci. Cu siguranță Ioan nu a avut în vedere un cub. Spunând că axa orașului în înălțime este de aproximativ 2.400 de km, a sugerat că este vorba despre „orașul de pe munte”, dând cetății o dimensiune cosmică, care unește cerul și pământul.